# Gerhard Groot
Gerardus Magnus (Geert Groote, Gerhard Groet, Geert De Groote) (* Deventer, 1340 - † Deventer, 20 de Agosto de 1384), foi humanista, teólogo, místico e pregador holandês.  Foi também fundador da Irmandade da Vida Comum, e figura chave no movimento religioso da Devoção Moderna, que tinha entre seus membros Thomás de Kempis, autor da obra A Imitação de Cristo.

## Nascimento e Educação
Groote nasceu na cidade Hanseática de Deventer, diocese de Utrecht, onde seu pai desfrutava de confortável posição social.  Estudou em Aachen, depois, foi para a Universidade de Paris quando tinha ainda quinze anos.  Lá ele estudou filosofia escolástica e teologia em Sorbonne quando foi aluno de Guilherme de Ockham, de quem absorveu a concepção nominalista de filosofia; além disso, estudou Direito Canônico, medicina, astronomia e até magia, além de um pouco de hebraico.  Depois de um curso brilhante formou-se em 1358, tendo continuado seus estudos ainda em Colônia.

## Vida religiosa
Em 1366 visitou a corte papal em Avignon.  Por volta dessa época foi nomeado canonista em Utrecht e também em Aachen, e a vida do brilhante e jovem erudito rapidamente se tornou glamurosa, secular e egocêntrica, até que uma grande mudança espiritual ocorre com ele resultando em sua renúncia final de todos os desfrutes mundanos.  Esta conversão, ocorrida em 1374, parece ter sido em parte devido aos efeitos de uma doença grave e em parte à influência de Heinrich von Kalcar, o sábio e piedoso prior do monastério dos cartuxos na cidade de Munnikhuizen, perto de Arnhem, que lhe fez demonstrações acerca da futilidade da vida.
Por volta do ano 1376 Groote se retirou para este monastério e lá passou três anos em meditação, oração e estudando, sem, contudo, tornar-se um membro da Ordem dos Cartuxos.  Em 1379, tendo sido ordenado diácono, tornou-se um pregador missionário em toda a diocese de Utrecht.  O sucesso resultante dos seus esforços foi imenso, não apenas na cidade de Utrecht, mas também em Zwolle, Deventer, Kampen, Amsterdam, Haarlem, Gouda, Leiden, Delft, Zutphen e por toda parte.  Segundo Thomas à Kempis, as pessoas deixavam seus afazeres e suas refeições para ouvirem seus sermões, e até mesmo as igrejas não conseguiam conter as multidões que afloravam onde quer que ele fosse.
O bispo de Utrecht o apoiava calorosamente, e o convidava para pregar contra o concubinato na presença dos religiosos reunidos no sínodo.  A imparcialidade de suas censuras, que eram dirigidas não somente em detrimento dos pecados prevalecentes da comunidade leiga, mas também se punha contra a heresia, a simonia, a avareza, e a impureza entre os religiosos seculares e regulares, provocou a hostilidade do clero, e acusações de heterodoxia eram feitas contra ele.  Em vão Groote lançou um Publica Protestatio (Protesto Público), na qual ele declarava que Jesus era o grande tema dos seus discursos, e que em todos eles acreditava estar em harmonia com a doutrina católica, e que de bom grado se expunha ao cândido julgamento da Igreja Romana.
O bispo foi induzido a emitir um decreto que proibia a pregação de todos aqueles que não estivessem investidos da ordem dos sacerdotes, e um apelo seu ao papa Urbano VI não teve resultado.  Não ficou registrada a data desta proibição, se ela ocorreu alguns meses antes da morte de Groote, ou se a proibição foi cancelada pelo próprio bispo, pois os sermões de Groote em público parecem ter ocorrido durante o último ano de sua vida.
Durante algum tempo (talvez 1381 ou antes) ele fez uma visita de alguns dias ao famoso místico Jan van Ruysbroeck (1293-1381), prior dos cônegos augustinianos em Groenendaal, cidade perto de Bruxelas; durante uma destas visitas ocorreu a atração de Groote pela regra e vida dos cônegos augustinianos, que estava fadado a produzir frutos notáveis. No final da sua vida alguns clérigos, que faziam parte do seu grupo de admiradores, lhe pediram para criar uma ordem religiosa e Groote decidiu que eles deveriam se tornar cônegos regulares de Santo Agostinho.  Todos os esforços foram envidados no sentido de concluir o projeto mas Groote morreu pouco antes que a fundação fosse realizada.
Em 1387, todavia, um local foi reservado na cidade de Windesheim, situada a 24 km ao norte de Deventer, e lá foi criado o monastério que se tornaria o berço da congregação de Windesheim dos cônegos regulares que atingiu, com o passar do tempo, o número de cem casas, e liderando o caminho na série de reformas que foram empreendidas durante o século XV por todas as ordens religiosas na Alemanha.  A iniciação deste movimento foi uma grande conquista na vida de Groote; ele viveu para dirigir o nascimento e os primeiros dias da sua criação, a sociedade chamada de Irmandade da Vida Comum.  Ele morreu de peste em Deventer, em 20 de Agosto de 1384, aos 44 anos de idade.